# Jean-Léon Gérôme

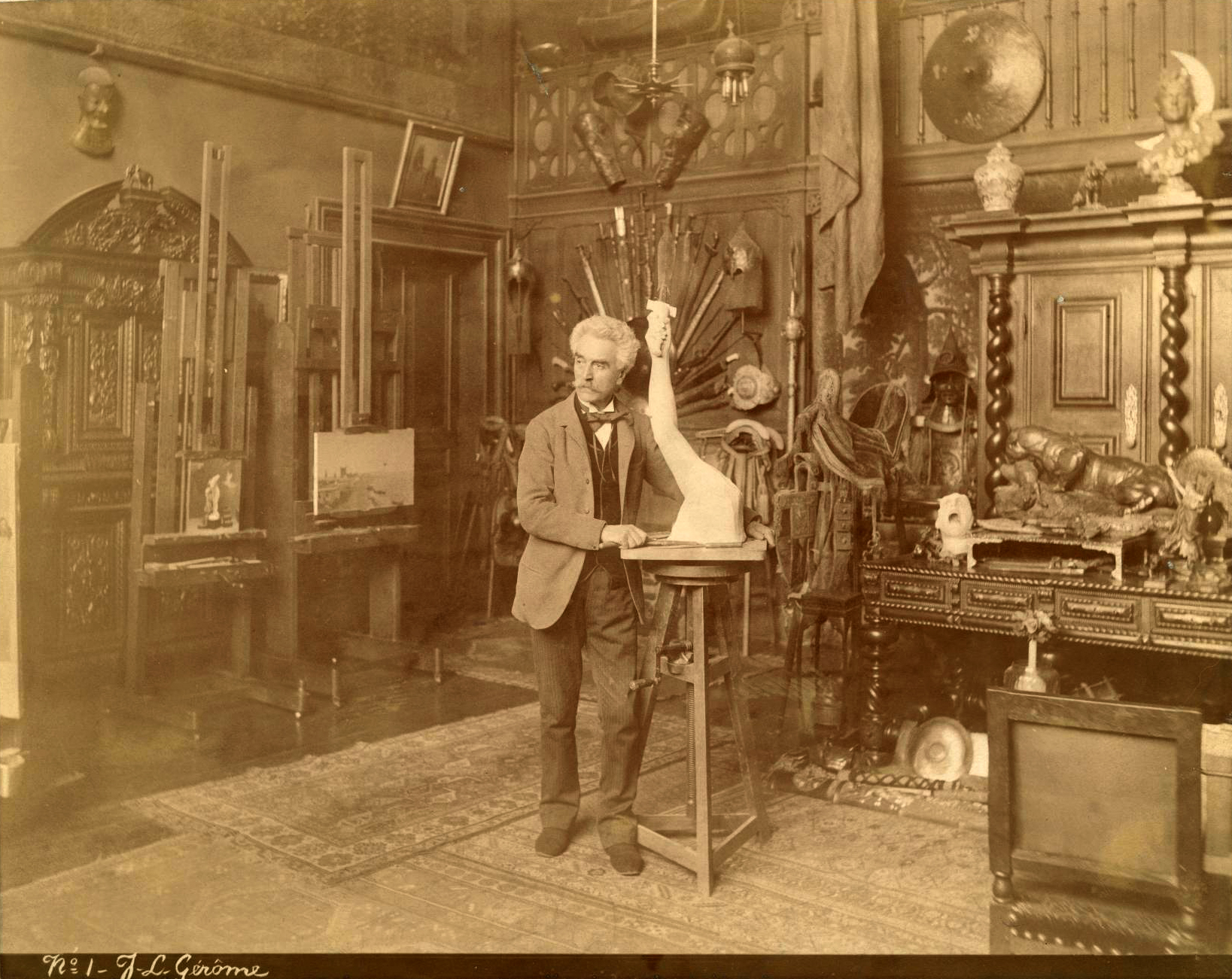
Jean-Léon Gérôme

Jean-Léon Gérôme (Vesoul, 11 de maio de 1824 – Paris, 10 de janeiro de 1904) foi um escultor e pintor academicista francês.

## Vida pessoal
Casou-se com Marie Goupil (1842–1912) a filha do negociador internacional de arte Adolphe Goupil, com quem teve quatro filhas e um filho. Após seu casamento ele se mudou para uma casa na rua Rue de Bruxelles, perto do salão de música Folies Bergère. Ele expandiu sua residência construindo um estábulo, um estúdio de escultura abaixo e um estúdio de pintura no andar superior. Foi sogro do pintor Aimé Morot.

## Carreira
Jean-Léon Gérôme nasceu na cidade de Vesoul capital do departamento francês Haute-Saône. Transferiu-se para Paris em 1840, com apenas 16 anos, onde foi pupilo de Paul Delaroche a quem acompanhou em sua ida para a Itália, período de 1843 a 1844. Em sua estadia no país visitou Florença, Roma, Vaticano e a Pompeia entretanto já demonstrara maior atração pelo mundo da natureza. Tomado por uma febre foi obrigado a retornar a Paris em 1844. Em seu retorno ingressou, como muitos outros estudantes de Delaroche, no atelier de Charles Gleyre e ali estudou por um breve período, participando da Ecole des Beaux-Arts (Escola de Belas Artes). Em 1846 concorreu no Prix de Rome (Prêmio de Roma) uma bolsa de estudos criada pelo governo para os melhores estudantes de artes em suas áreas específicas, porém não passou na etapa final porque o seu desenho de figura foi avaliado como inadequado em relação ao que se pedia.
Em seguida tentou melhorar suas habilidade pintando a obra 'The Cockfight' (1846), um exercício acadêmico representando um jovem nu e uma garota de vestido levemente drapeado com dois galos de briga na sua frente e ao fundo representada a baía de Nápoles. Ele enviou esta pintura para o Salão de Paris de 1847 onde foi premiado com uma medalha de terceira classe. Este trabalho foi visto como uma síntese do movimento Neo-Grec, a junção de Neoclassicismo, Neorrenascença com influências da antiga arte grega, estilo que havia se formado fora do estúdio de Gleyre (tal como Henri-Pierre Picou (1824–1895) e Jean-Louis Hamon) e foi defendida pelo influente crítico francês Théophile Gautier.
Gérôme abandonou o sonho de vencer o Prix de Roma e se aproveitou de seu sucesso repentino. Suas pinturas A Virgem, o Menino Jesus e São João (coleção privada) e Anacreon, Baco e Cupido (Musée des Augustins em Toulouse) levaram a medalha de segunda classe em 1848. Em 1849 ele produziu e pintou Michelangelo, também conhecido como 'No seu estúdio' (atualmente parte de uma coleção privada) e Retrato de uma Senhora' (Museu Ingres em Montauban).
Em 1851 decorou um vaso, oferecido mais tarde pelo Imperador Napoleão III de França para o Príncipe Albert que agora faz parte da coleção real do Palácio de St. James em Londres. Posteriormente exibiu Bacchus and Love, Drunk, a Greek Interior and Souvenir d'Italie em 1851; Paestum (1852); e An Idyll (1853).
Em 1852 Gérôme recebeu uma comissão por Alfred Emilien Comte de Nieuwerkerke, Superintendente de Belas Artes da corte de Napoleão III para a confecão de uma grande tela histórica. A Idade de Augusto. Nesta tela ele juntou o nascimento de Cristo com o retrato de nações conquistadas pagando homenagem a Augusto. Graças a um considerável pagamento por esta obra, ele pode viajar em 1853, para Constantinopla juntamente com o ator Edmond Got. Esta seria a primeira de várias viagens que faria para o leste: em 1854 ele fez outra jornada para a Turquia e para as margens do Rio Danúbio, onde esteve presente em um concerto de recrutas russos, fazendo música sob a ameaça de chicote.
Em 1854 completou outra importante comissão e decorou a Capela de St. Jerome na igreja de St. Séverin em Paris. Seu último trabalho "comunhão de St. Jerome" realizado nesta capela refletiu a influência da escola de Ingres em seus trabalhos religiosos.
Na Exposição Universal de 1855 ele publicou as obras Pifferaro, a Shepherd, Um concerto russo, A idade de Augusto e o nascimento de Cristo. A última passou um efeito um pouco confuso mesmo assim sendo adquirido pelo Estado. Contudo a pintura mais modesta, Um concerto russo (também chamada de Recreation in the Camp) foi mais apreciada que suas telas enormes.
A reputação de Gérôme foi bastante reforçada no Salão de 1857 por uma coleção de trabalhos de caráter mais popular. O Duel: after the Masked Ball (Musée Condé, Chantilly), Egyptian Recruits crossing the Desert, Memnon and Sesostris and Camels Watering, o desenho que foi criticado por Edmond About.
Em 1858 ajudou a decorar a casa do Príncipe, em Paris, Napoléon Joseph Charles Paul Bonaparte em um estilo pompeu. O príncipe tinha comprado sua obra Interior Grego (1850), uma representação de um bordel também em estilo pompeu.
Em Caesar (1859) Gérôme tentou retornar a uma classe mais severa de trabalho, suscitando o estilo clássico, mas a sua retratação de figuras não atraiu grande interesse do público. Phryne before the Areopagus, O rei Candaules e Sócrates encontram Alcibíades na Casa de Aspásia (1861) deu origem a uma série de escândalos em razão dos temas selecionados pelo pintor. No mesmo Salão ele exibiu Egípcio cortando palha, e Rembrandt morde um deselho, duas obras trabalhadas minuciosamente.
Gérôme foi eleito, depois da quinta tentativa, membro do Institut de France em 1865. Já como cavaleiro da Légion d'honneur ele foi promovido a oficial em 1867. Em 1869 ele foi eleito como membro honorário da British Royal Academy (Academia Real Britânica). O rei da Prússia Guilherme I o premiou com a Grand Order of the Red Eagle, terceira classe. Sua fama se tornou tal que ele foi convidado, juntamente com outros artistas franceses de maior reconhecimento, para a abertura do Canal de Suez em 1869.
O tema de Morte de César (1867) foi repetido em sua histórica tela A Morte do Marechal Ney que foi exibida no Salão de 1867, apesar da pressão oficial para retirá-la uma vez que levantara memórias dolorosas ao público. Após isso retornou com sucesso para o Salão de 1874 com a pintura Eminência Parda (Museum of Fine Arts, Boston). Em 1896 ele pintou Truth Rising from her Well em uma tentativa de descrever uma ilusão. Desta maneira saudou a ascensão da fotografia, que ainda estava em surgimento, como uma alternativa para a sua pintura fotográfica. Em 1902 ele disse: "Graças a fotografia, a verdade será como a última deixada para o seu bem".
Jean-Léon Gérôme morreu em seu atelier em 10 de janeiro de 1904. Foi encontrado em frente a um retrato de Rembrandt e perto de sua própria pintura A verdade. A seu próprio pedido, foi dado um enterro simples sem flores. Contudo a missa de Requiem rezada em sua memória foi assistida por um ex-Presidente, os políticos mais proeminentes, muitos pintores e escritores. Ele foi enterrado no cemitério de Montmartre em frente à estátua Lamento que ele havia feito em homenagem ao seu filho que havia falecido em 1891.

## Outros trabalhos

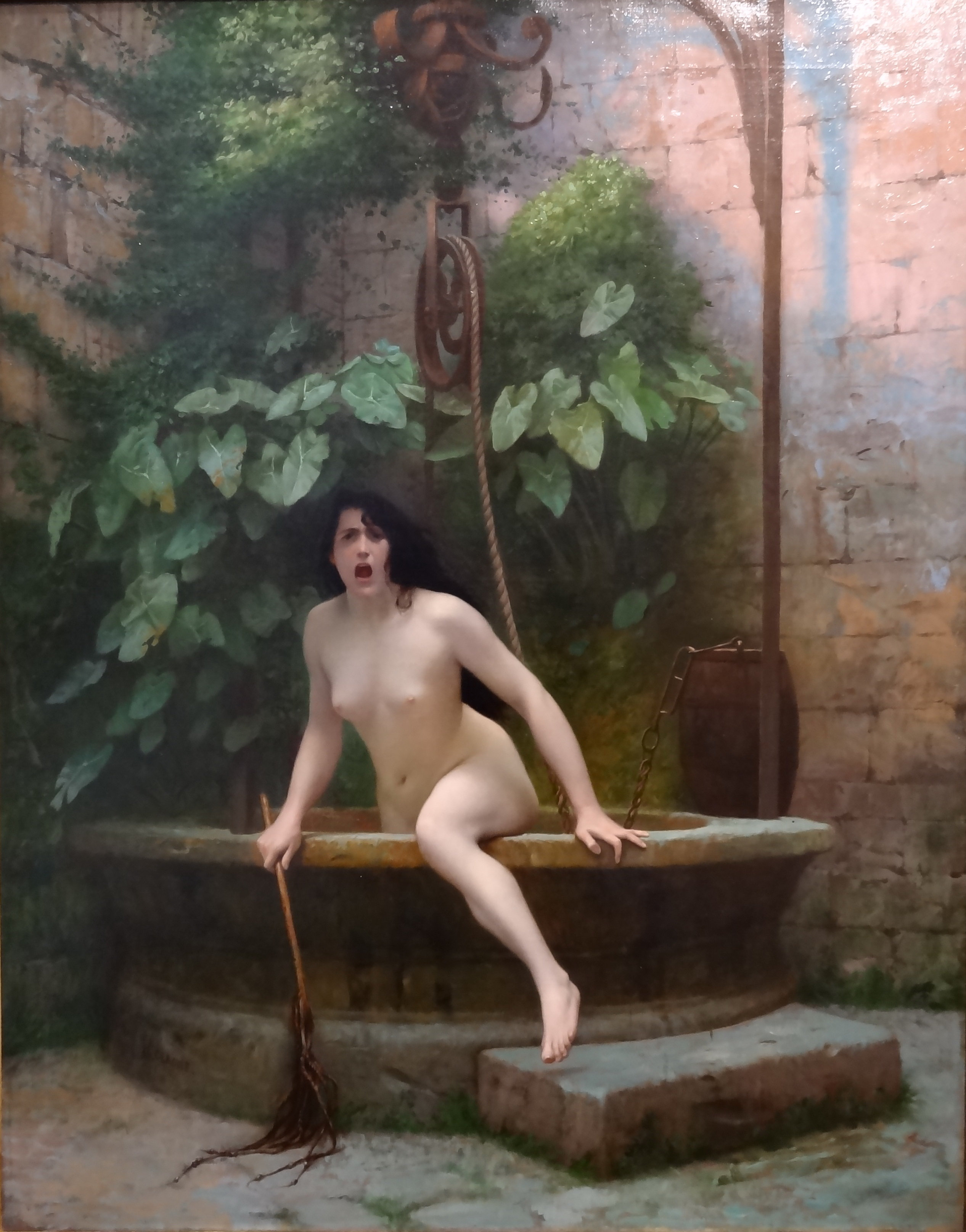
A Verdade saindo do poço, 1896

Entre as principais pinturas de Gerome estão as seguintes (muitas retratam temas orientais)
- Prisioneiro Turco e Talhante Turco (1863)
- Oração (1865)
- O Mercado de Escravos (1867)
- Excursão do Harém (1869)
- Louis XIV e Molière (1863) – Tema histórico
- A Receção dos Embaixadores de Sião em Fontainebleau (1865)
- Morte do Marechal Ney (1867)

Gerome também obteve sucesso como escultor. Seu primeiro trabalho foi uma grande estátua de bronze de um gladiador com seu pé em cima de sua vítima mostrada ao público na Exposition Universelle de 1878. Esta escultura foi baseada no tema principal de sua obra Pollice verso (1872). No mesmo ano exibiu uma estátua de mármore no Salão de 1878 baseada em sua obra anterior Anacreon, Bacchus and Cupid (1848).
Ciente dos experimentos contemporâneos de tingimento em mármore (tal como feito por John Gibson) ele produziu Dancer with Three Masks (Musée des Beaux-Arts, Caen) combinando movimento com cor, exibido em 1902. Seu grupo de pintura Pygmalion and Galatea fornecido de sua inspiração por várias pinturas em que representa a si mesmo como o escultor que poderia transformar o mármore em carne: um exemplo é a obra Pygmalion and Galatea (1890) (Metropolitan Museum, Nova Iorque).
Entre seus outros trabalho estão Omphale (1887), e a estátua do duque de Aumale que foi colocada na frente do Castelo de Chantilly (1899).
Começou experimentos com ingredientes misturados, usando em suas estátuas pintadas mármore, bronze e marfim incrustado com pedras preciosas e pasta. Sua obra Dancer foi exibida em 1891. Sua escultura em tamanho real Bellona (1892) feita em marfim, bronze e pedra de gema atraíram bastante atenção em sua exibição no Royal Academy of London.
O artista então começou uma série de esculturas sobre Conquistadores, trabalhadas em ouro, prata e pedra gema entre estas estão Bonaparte a entrar no Cairo (1897); Tamerlane (1898); e Frederico, o Grande (1899).

## Influência
Em 1853 Gerome foi para o Boîte à Thé, um grupo de estúdios na Rue Notre-Dame-des-Champs em Paris. Este viria a ser um local de encontro por outros artistas, escritores e atores. George Sand entretinha-se no pequeno teatro de estúdio de grandes artistas onde ela passava seu tempo tal como os compositores Hector Berlioz, Johannes Brahms e Gioachino Rossini e os novelistas Théophile Gautier e Ivan Turgenev. Após isso começou um atelier independente em sua casa na Rue de Bruxelles entre 1860 e 1862.
Foi nomeado como um dos três professores da Ecole des Beaux-Arts onde começou com dezesseis estudantes, mais do que ele tinha em seu próprio estúdio. Sua influência tornou-se extensiva e ele foi convidado regularmente para a Empress Eugénie da Corte Imperial de Compiègne.
Quando começou a protestar e mostrar uma hostilidade pública à "moda decadente" do Impressionismo, sua influência entrou em declínio e passou a ser considerado fora de moda. Mas depois da exibição de Manet na Ecole de 1884 ele finalmente se inclinou ao movimento afirmando: "isto não é tão ruim quanto eu pensava".

## Pupilos
- Osman Hamdi Bey
- Pascal Dagnan-Bouveret
- Georges Ferdinand Bigot
- Frank Boggs
- Frederick Arthur Bridgman
- George Bridgman
- Dennis Miller Bunker
- Gustave-Claude-Etienne Courtois
- Kenyon Cox
- William de Leftwich Dodge
- Wynford Dewhurst, R.B.A.
- Thomas Millie Dow
- Lecomte du Nouy
- Thomas Eakins
- Wyatt Eaton
- Delphin Enjolras
- Herbert Cyrus Farnum
- Jacques Gay
- Alexander Harrison
- Robert Lee MacCameron
- Henry Siddons Mowbray
- Aloysius O'Kelly
- Lawton S. Parker
- William McGregor Paxton
- Paul Peel
- Harper Pennington
- William Picknell
- Théodore Ralli
- Odilon Redon
- Carl Frederick von Saltza‎
- Julius LeBlanc Stewart
- Abbott Handerson Thayer
- Vasili Vasilyevich Vereshchagin
- Douglas Volk
- J. Alden Weir
- William Stott of Oldham
- Hosui Yamamoto

## Galeria

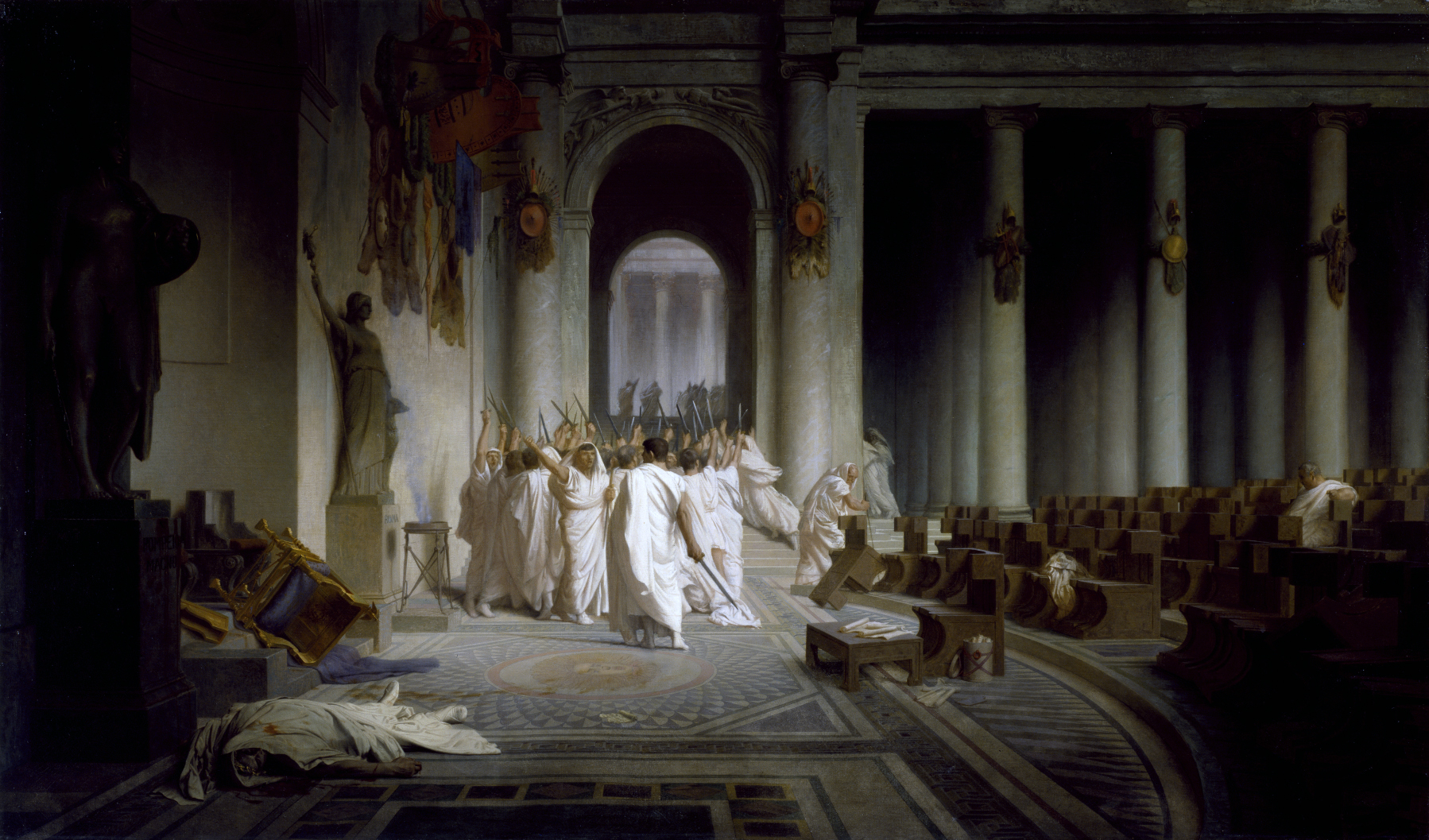
Mort de César, 1867, The Walters Art Museum, Baltimore, Maryland, USA.
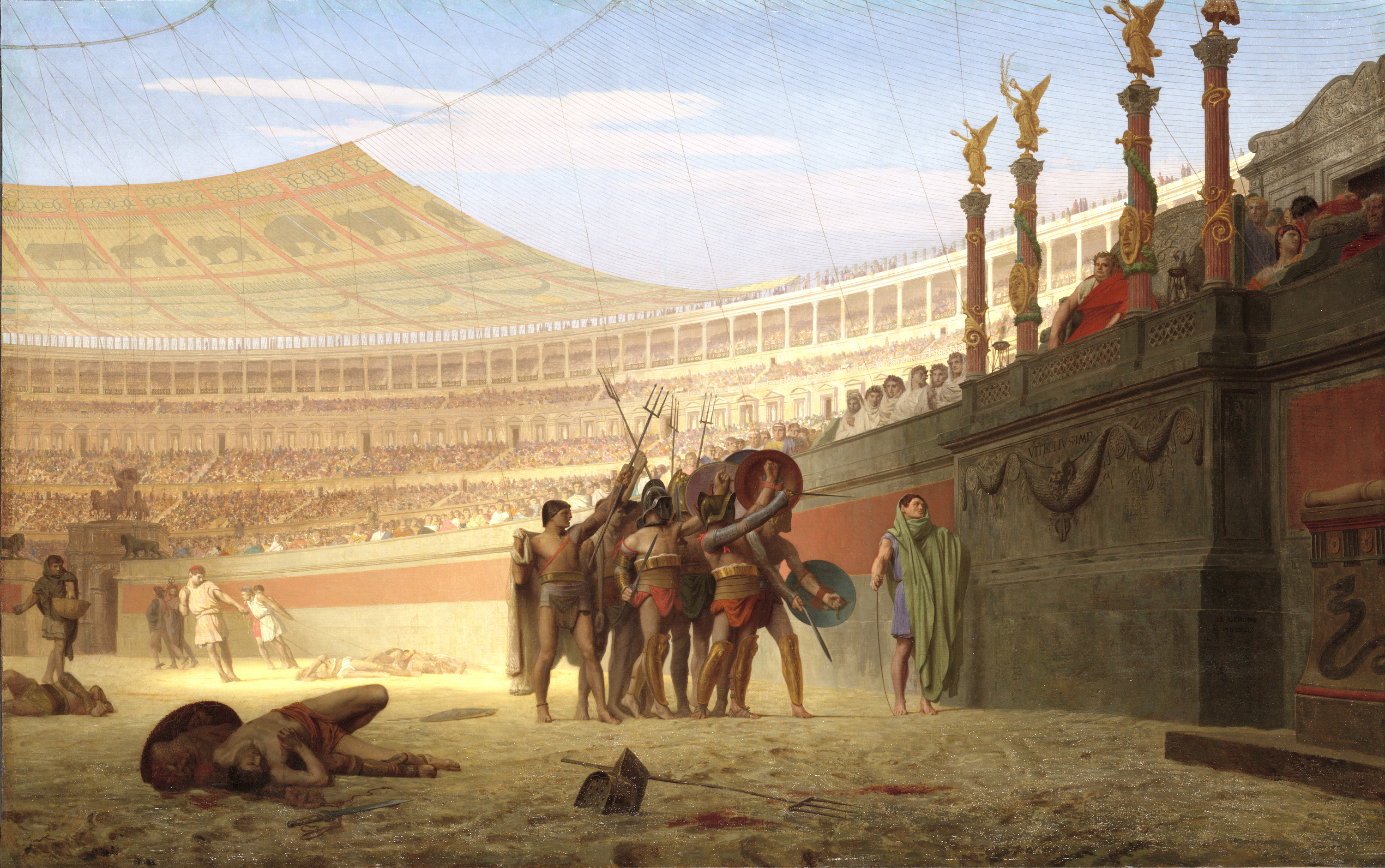
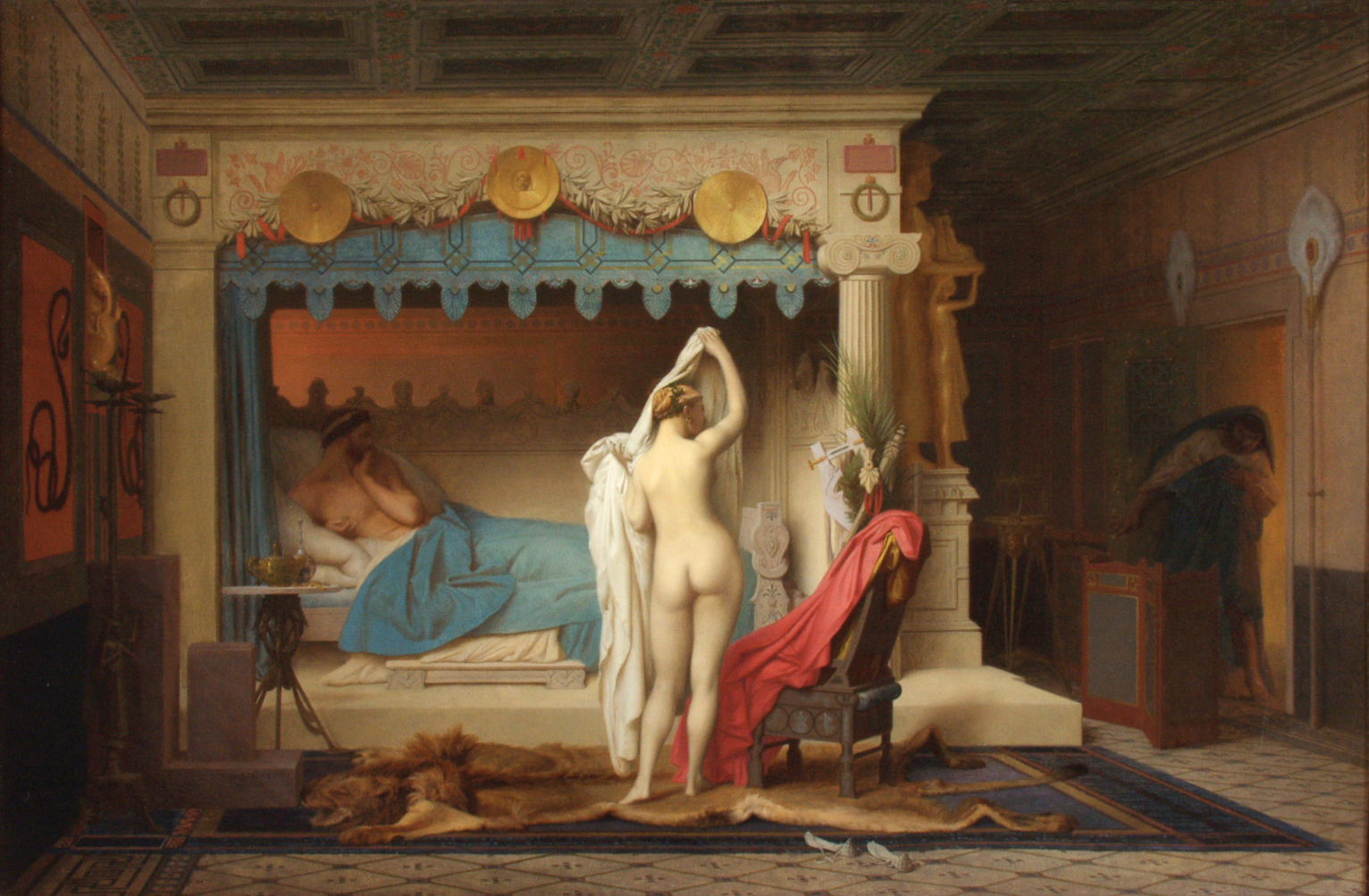
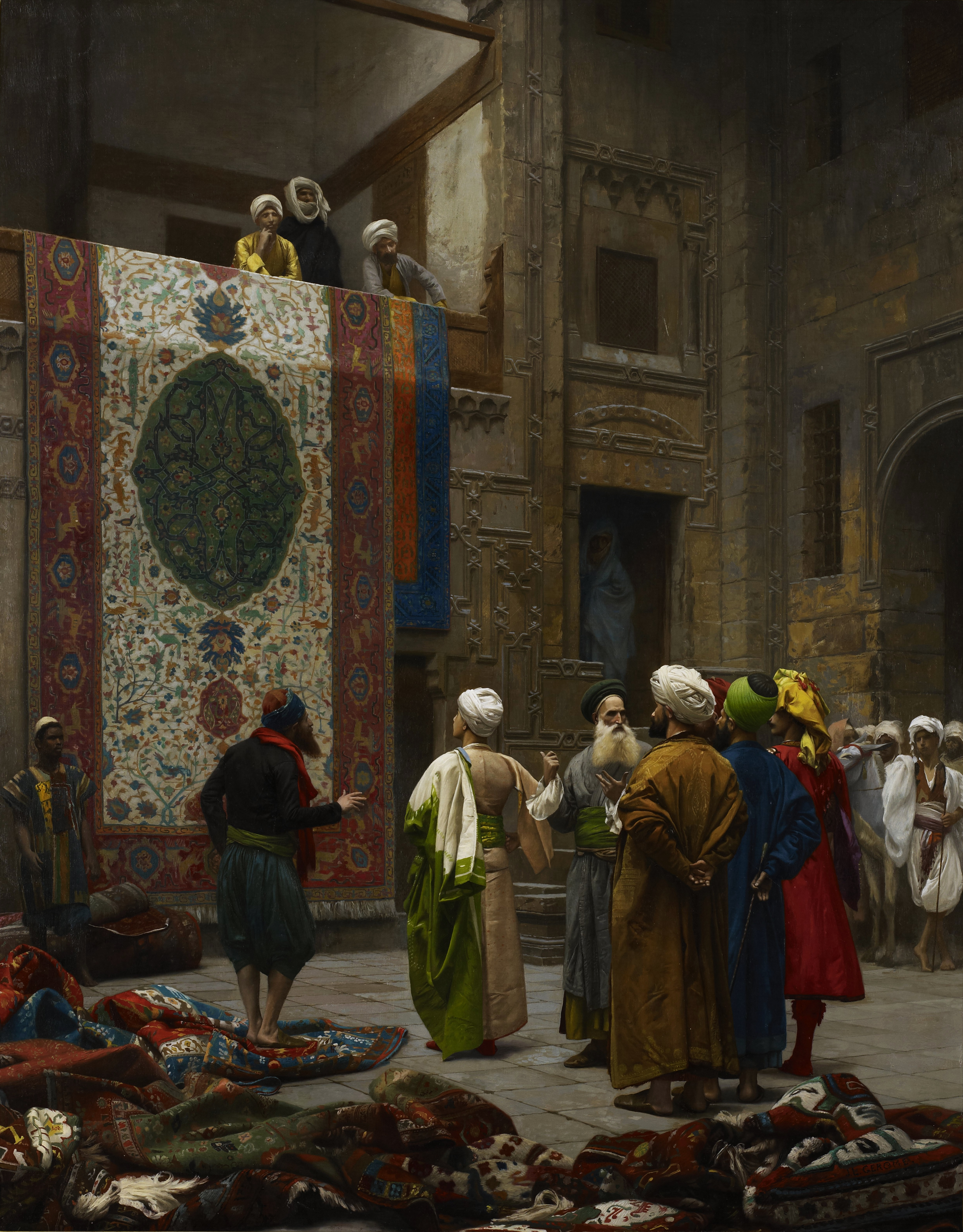
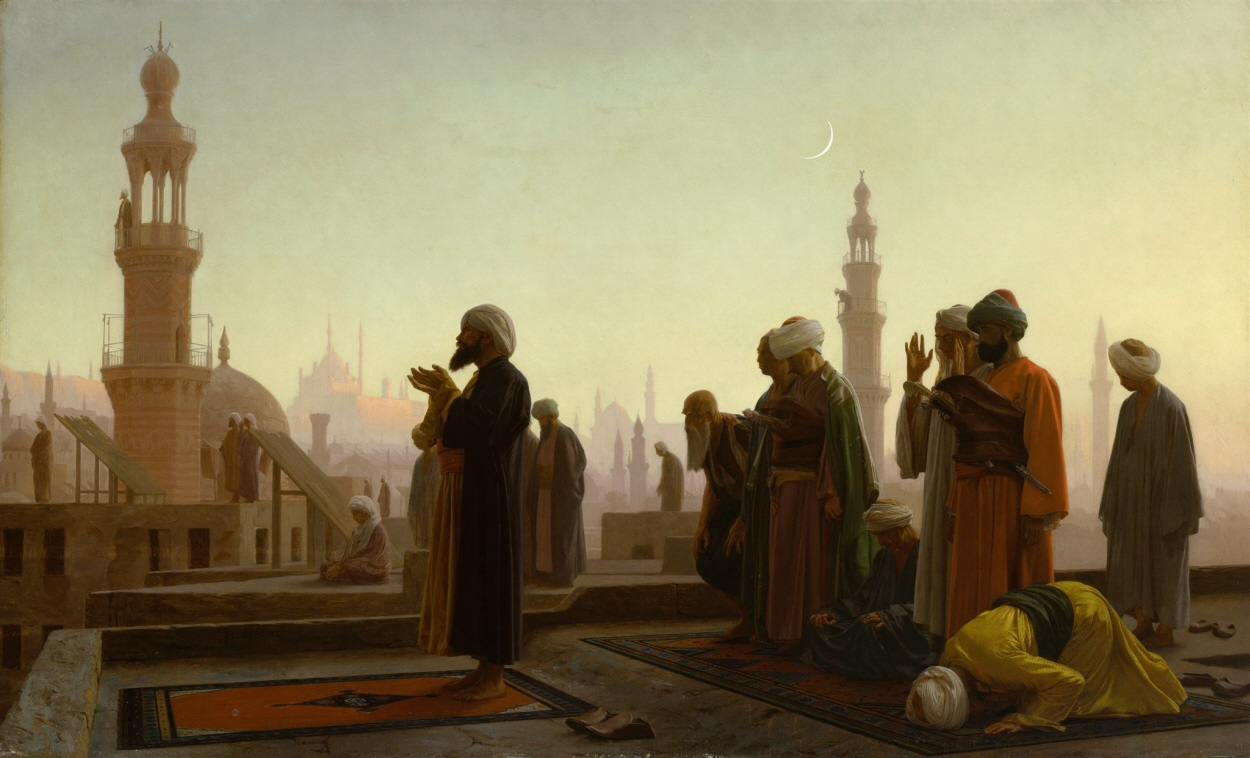
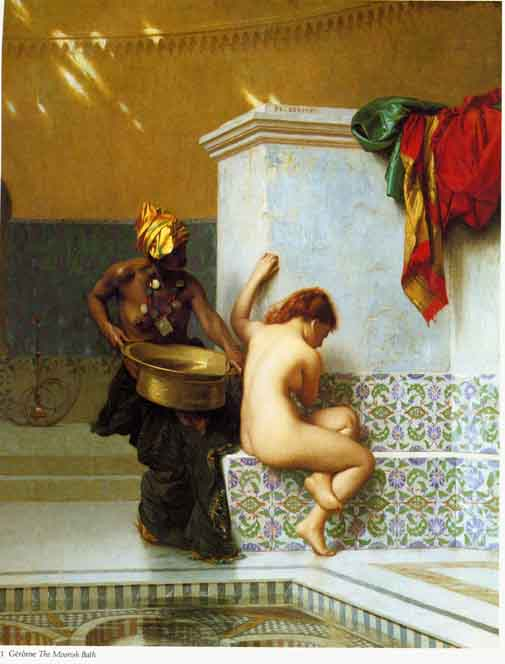
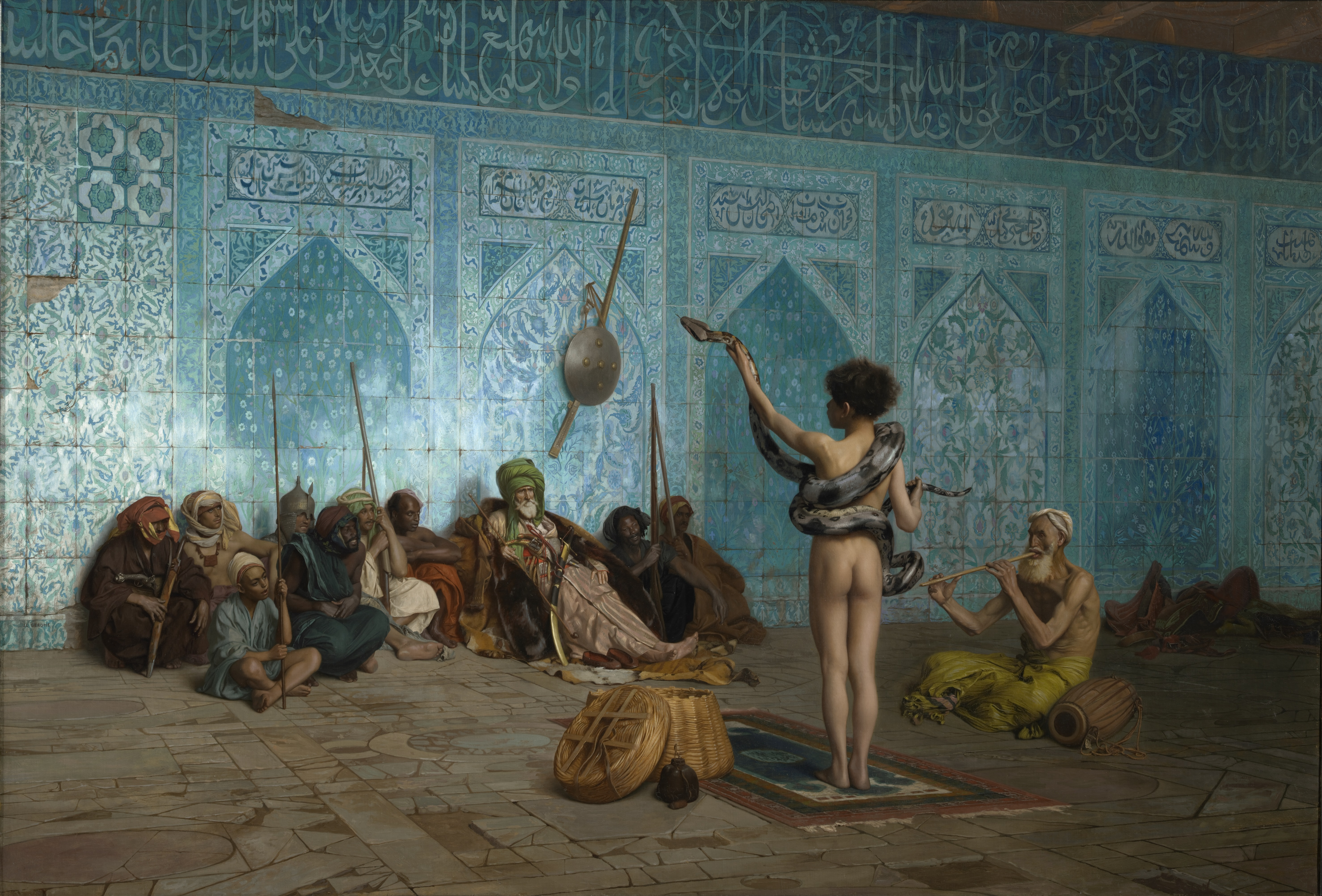
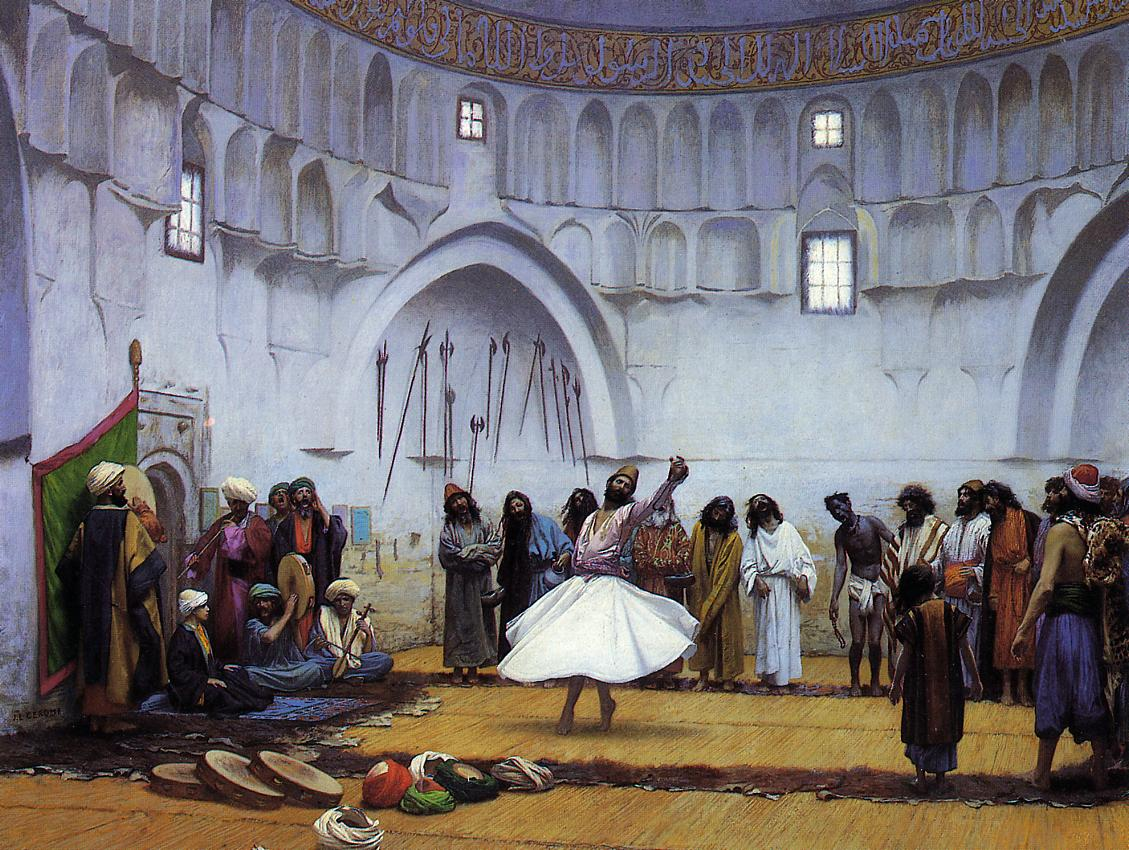
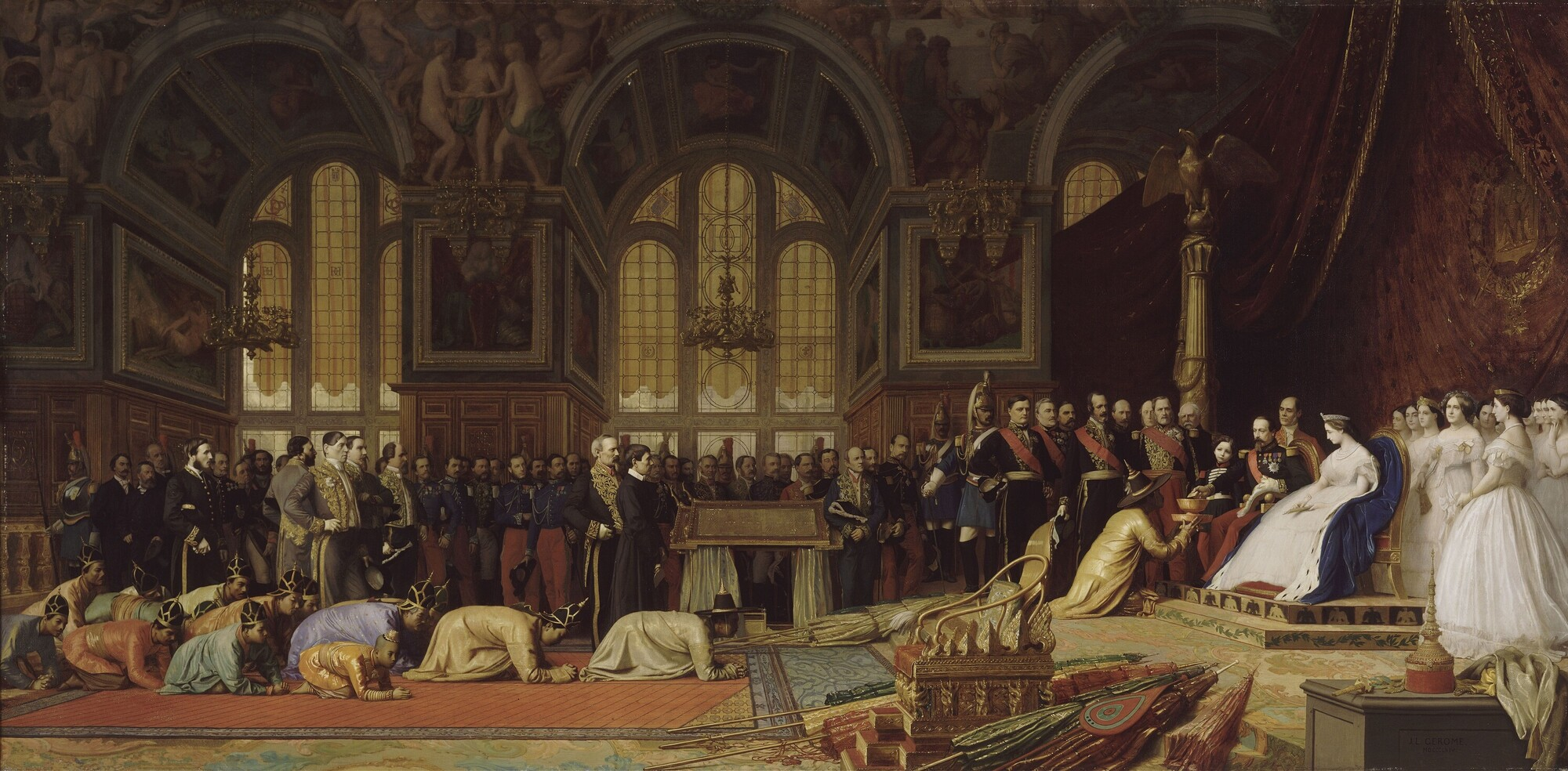
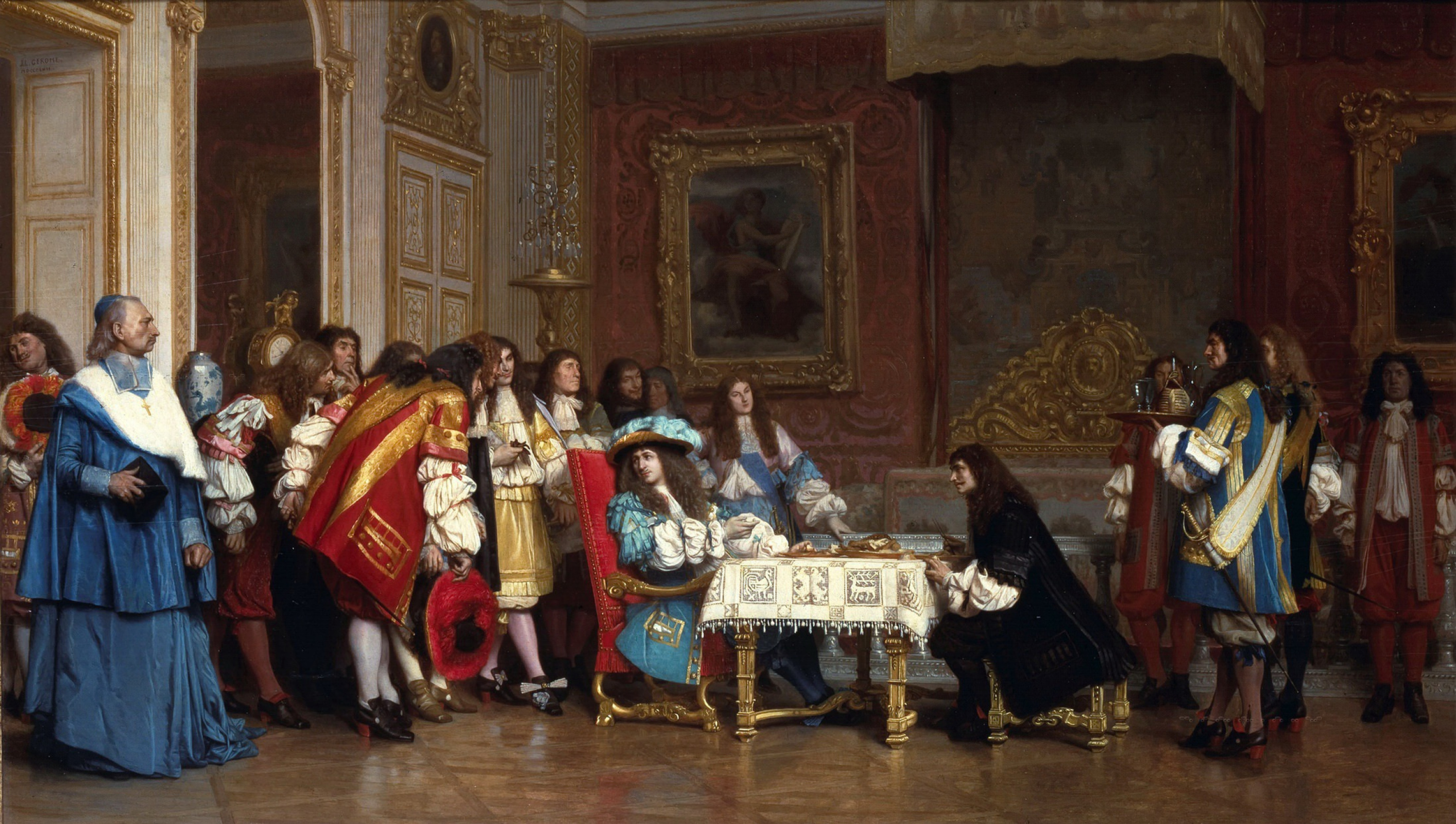
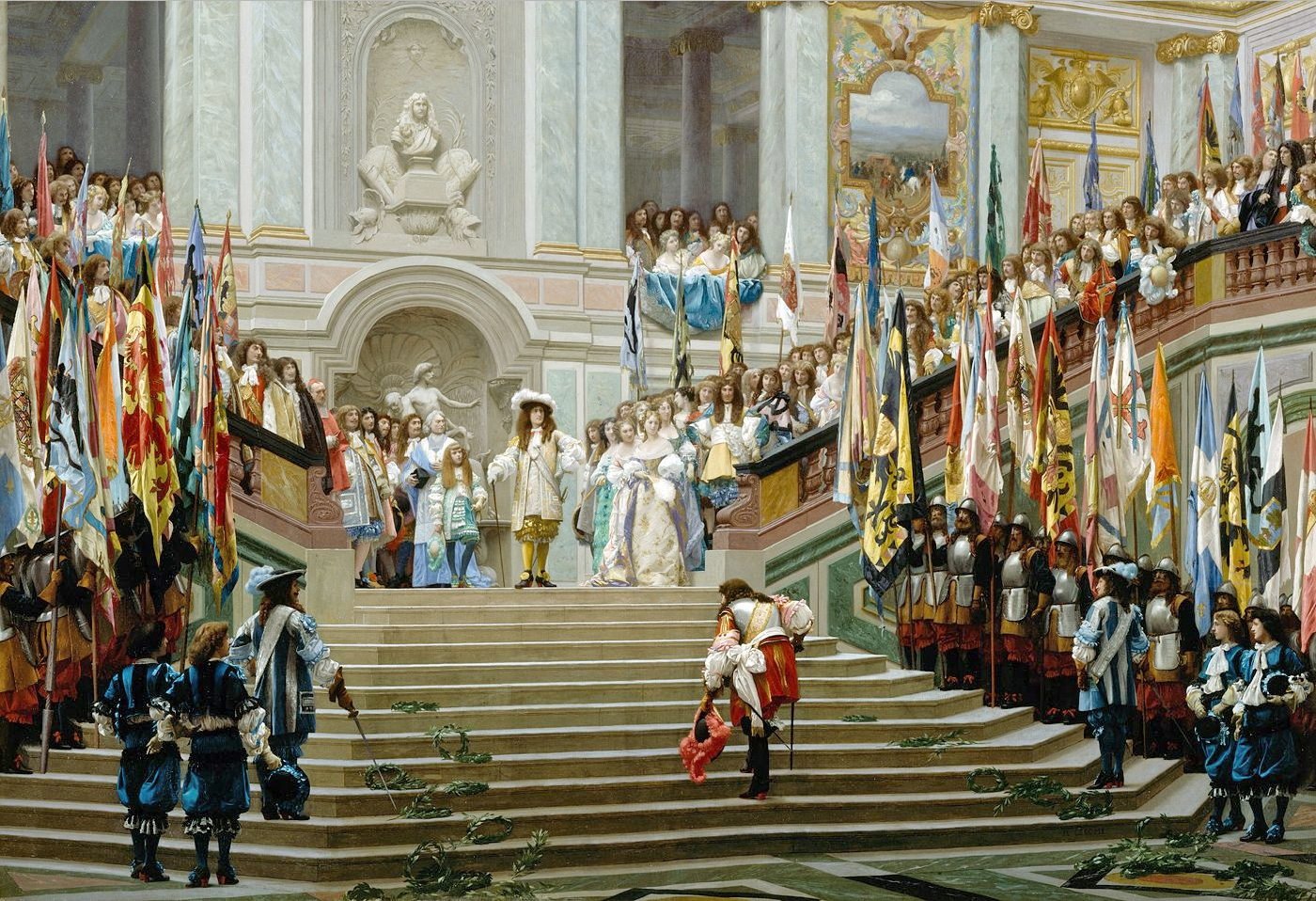